# Управление стоимостью бизнеса
Управление стоимостью бизнеса — вид управленческой деятельности. Цель — увеличение стоимости компании, то есть её максимизация. Первым шагом данного метода управления является определение стоимости предприятия. Следует различать рыночную стоимость компании (Market Value of Firm) и внутреннюю стоимость компании (Intrinsic Value of Firm).

## Рыночная стоимость
Рыночная стоимость компании (Total Market Value of a Firm) определяется как сумма рыночной стоимости собственного капитала и рыночной стоимости долга (процентных обязательств). Рыночная стоимость собственного капитала определяется как произведение акций в обороте на рыночную стоимость акции. Рыночная стоимость долга рассчитывается на основе следующих показателей: сумма долга, сумма причитающихся процентов, период процентных обязательств. Таким образом, совокупная рыночная стоимость компании определяется как сумма рыночных оценок капитала собственников и процентных кредиторов (Lenders). Рыночная стоимость капитала собственников в первую очередь важна инвесторам на фондовом рынке, поскольку заработок инвесторов зависит от двух величин: суммы разницы между стоимостью акций при продаже и покупке, а также от суммы полученных дивидендов. Рыночная стоимость компании зависит от восприятия инвесторами цены акций.

## Внутренняя стоимость
Внутренняя стоимость компании (Intrinsic Value) определяется на основе дисконтированных денежных потоков (Discounted Cash Flow of a Firm). Увеличение или снижение внутренней стоимости компании зависит как от внутренних причин (правильность выбранной стратегии, качество работы менеджмента компании, наличие ресурсов), так и от внешних (состояние рынка, законодательство). Основное отличие внутренней стоимости компании от рыночной стоимости заключается в том, что внутренняя стоимость компании не зависит от поведения инвесторов, которое в какой-то период может быть спекулятивным и не отражающим истинную стоимость компании.

## Сравнение внутренней стоимости и рыночной стоимости
Сравнение внутренней стоимости и рыночной стоимости позволяет определить недооцененность или переоцененность фондовым рынком акций анализируемого предприятия.